# Amblyaclastus melanops
Amblyaclastus melanops är en stekelart som beskrevs av Ian D. Gauld 1984. Amblyaclastus melanops ingår i släktet Amblyaclastus och familjen brokparasitsteklar. Inga underarter finns listade i Catalogue of Life.